# Vita bussarna

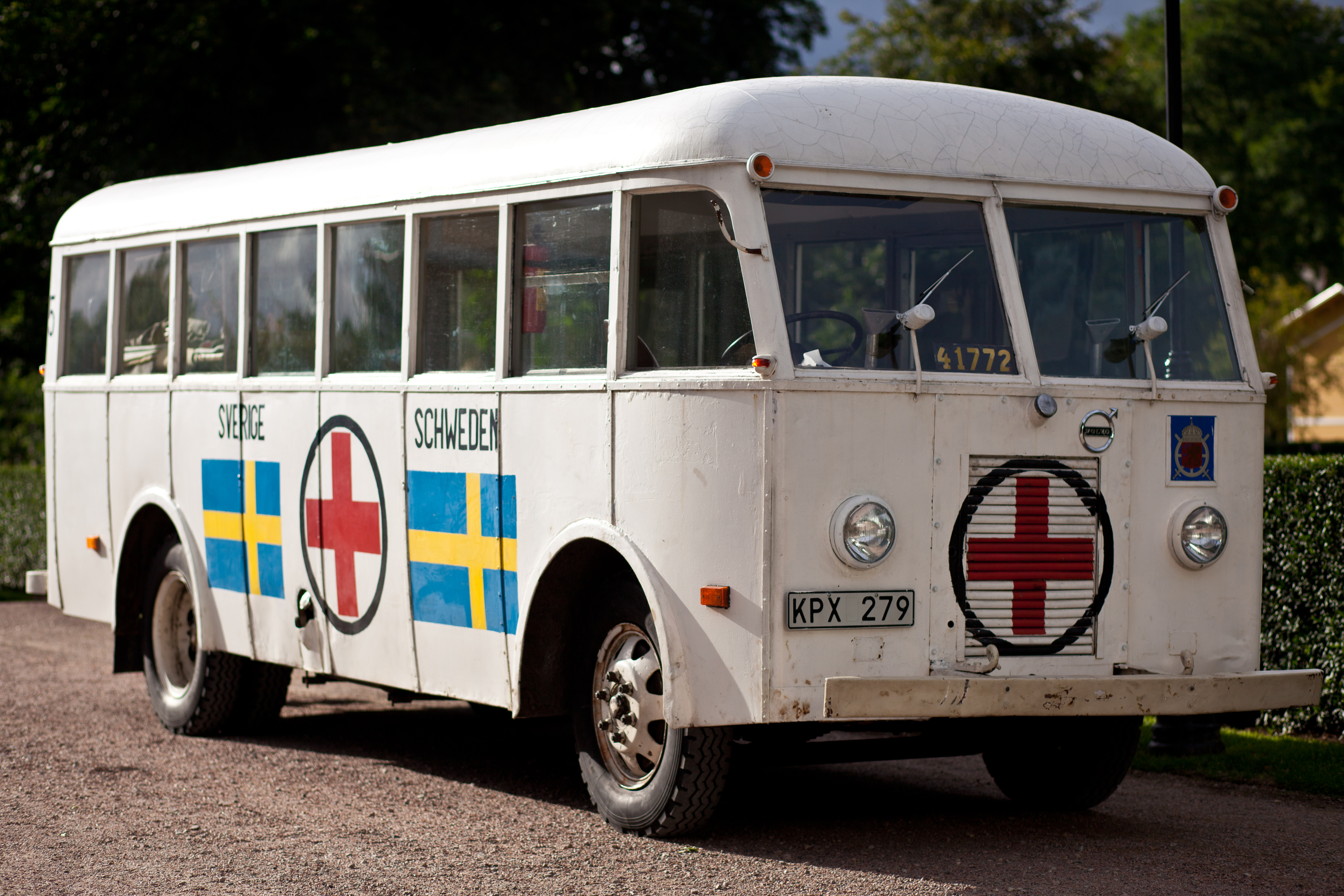
Svensk, ommålad Volvo militärbuss

Vita bussarna, troligtvis vid Friedrichsruh slott.

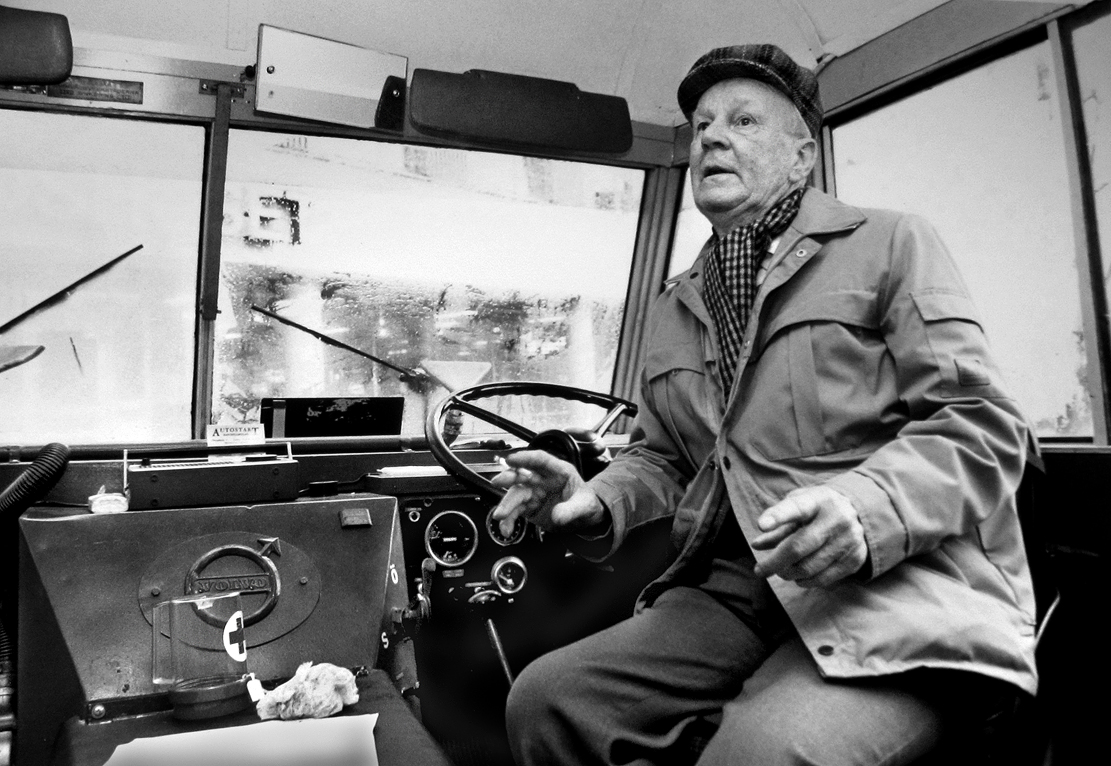
Den 19 april 1945 började de vita bussarna köra fångar från koncentrationsläger ut från Tyskland. Som ung värnpliktig var Stig Svensson frivillig chaufför på en av det vita rödakorsbussarna (ej den på bilden).
— Jag kommer aldrig att glömma det jag varit med om, berättade han i en intervju 1992.

Vita bussarna var en svensk evakueringsaktion 1945, som leddes av Folke Bernadotte. Dess syfte var att under andra världskrigets slutskede rädda danskar, norrmän och svenskar som satt i tyska koncentrationsläger. Namnet kommer av att bussarna var vitmålade, med röda kors ditmålade på taket, sidan, fram och bak, för att bussarna inte skulle bli tagna för att vara militära mål. Liknande förfarande användes vid evakueringsaktionen samma år med Vita båtarna då över 9 000 av Förintelsens offer, de flesta unga kvinnor, skeppades till Sverige med de vitmålade båtarna och röda kors målade på skrovet.   
Efter danska och norska påtryckningar och planering räddades enligt vissa uppgifter cirka 15 000 skandinaver och andra nationaliteter från koncentrationslägren i de tyskkontrollerade områdena av Svenska Röda Korset i mars och april 1945. Efter den tyska kapitulationen räddades ytterligare 10 000 människor i maj och juni 1945. Uppskattningarna varierar mellan 19 000 och 30 000 räddade fångar, där Svenska Röda Korset (år 2000) gjorde en beräkning om cirka 15 000. Även internationella judiska organisationer deltog i påtryckningsarbetet för att få aktionen till stånd. Antalet räddade judar har dock aldrig kunnat redas ut, eftersom de transporterade fångarna inte registrerades efter trostillhörighet. 
Skandinaviska krigsfångar (danska, norska och svenska) hade högsta prioritet, men också kvinnor med svenskt ursprung och deras barn, som bodde i Tyskland skulle hämtas. Om möjlighet fanns kunde man dessutom ta med andra. Aktionen var en stor humanitär succé och räddade livet på många fångar. Den har även kritiserats för att ha varit en för ensidig räddningsaktion för skandinaver, att den inte i samma grad hjälpte fångar av andra nationaliteter och för transporter de utförde för det tyska SS.  Det har visat sig i orderhandlingar att Gestapo och SS-Totenkopf hotade med att stoppa alla transporter om det var med judar i bussarna. Dock lät sig Gestapo och vanliga SS mutas så att många judar kunde räddas, med risken att alla transporter skulle stoppas.

## Historik

### Skandinaviska fångar i Tyskland (1940–44)
Den 9 april 1940 invaderades Danmark och Norge av Tyskland och redan i juni upprättades det första norska fånglägret, Ulven, utanför Bergen. Efterhand som motståndet mot ockupationen ökade arresterades allt fler norrmän. Till en början hölls de flesta fångarna fångna i Norge men av olika orsaker sändes tusentals norrmän till läger och fängelser i Tyskland, de första redan under hösten 1940. I Danmark började massarresteringarna och deporteringarna först på allvar i och med samarbetsregeringens avgång den 29 augusti 1943.
De skandinaviska fångarna i Tyskland var uppdelade i olika kategorier, från civila internerade som bodde civilt och hade en viss frihet till NN-fanger (Nacht und Nebel, "natt och dimma") vilka var fångar som skulle arbeta till döds. Efterhand som de skandinaviska fångarna i Tyskland ökade, organiserades hjälparbete. De norska sjömansprästerna i Hamburg, Arne Berge och Conrad Vogt-Svendsen, uppsökte fångar, hjälpte dem med mat och förmedlade brev till familjer i Norge och Danmark. Vogt-Svendsen knöt även kontakt med de civilt internerade i Gross Kreutz, familjerna Hjort och Seip. Tillsammans med andra skandinaver utarbetade kretsen på Gross Kreutz omfattande listor över fångars namn och var de hölls internerade. Listorna sändes till Sverige och den norska exilregeringen i London via den svenska ambassaden i Berlin. I Stockholm var den norska diplomaten Niels Christian Ditleff speciellt engagerad i de skandinaviska fångarnas öde. Vid årsskiftet 1944-45 fanns det totalt 8 000 norska civila fångar i Tyskland, dessutom fanns det 1 125 militära krigsfångar.
På dansk sida hade amiral Carl Hammerich länge arbetat med hemliga planer på Jyllandskorps för att rädda danskar och norrmän från lägren. Hammerich hade god kontakt med både de norska sjömansprästerna i Hamburg, kretsen på Gross Kreutz och med Ditleff i Stockholm. 1945 fanns det cirka 6 000 danska fångar i Tyskland. 1944 gjorde danskarna ett omfattande planeringsarbete där de registrerade fångar och undersökte resurser så som transport, mat, logi och möjlighet till karantän för fångarna vid ankomsten till Danmark. Hammerich besökte Stockholm i februari, april och juli 1944 och diskuterade där planerna med Ditleff.

### Evakuering eller "stay put"? (till februari 1945)
Efterhand som de allierade styrkorna 1944 närmade sig Tyskland avgjordes det av SHAEF (de allierades högkvarter) vad som skulle ske med fångarna. Major Johan Koren Christie utarbetade på uppdrag av den norska exilregeringen den 23 september en PM om följande; fångarna skulle "stay put", alltså vänta tills de befriades av de allierade. Kretsen "Gross Kreutz" fick vetskap om denna plan månaden efter och reagerade snabbt; Johan Bernhard Hjort skrev en rapport där han förkastade förslaget. Han argumenterade för att fångarna riskerade att likvideras, och att de därför måste räddas ut ur Tyskland innan landet ockuperades. Han skrev:
| ” | "Det henstilles derfor inntrengende til overveielse for de norske myndigheter; om ikke den svenske regjering kan formås til å intervenere til fordel for iallfall de norske og danske sivilfanger i Tyskland, inklusive dem i fengsler og tukthuser, med det for øyet at fangene føres til Sverige og eventuelt forblir der til krigens slutt." | „ |

Hjorts rapport från oktober 1944 är första gången förslaget om en svensk aktion för de skandinaviska fångarna lades fram. Förslaget mottogs till en början med reservation. Det ansågs vara ett norskt uppdrag och man var inte pigg på att svenskarna skulle utmärka sig vid krigets slut.
I Stockholm nekade Ditleff att godta riktlinjerna från Londonregeringen och fortsatte att bearbeta svenskar och det svenska utrikesdepartementet for att rädda skandinaviska fångar. I september 1944 tog Ditleff även upp frågan om evakuering under greve Folke Bernadottes ledning, som omedelbart ställde sig positiv till förslaget. Ditleff levererade, fortfarande på eget initiativ, den 30 november rapporten "Momenter til svensk aksjon for fangehjelp" till svenska UD. Den 29 december 1944 ändrade emellertid den norska regeringen sig och gav ambassaden i Stockholm klarsignal att diskutera möjligheten av en svensk aktion för att hjälpa de skandinaviska fångarna.
Medan Ditleff försökte att påverka Londonregeringen fick danskarna tysk tillåtelse att hämta hem fångar. De första var danska poliser från Buchenwald, den första transporten gick den 5 december. Fram till slutet av februari 1945 hämtade danskarna med egna transportmedel hem 341 fångar, de flesta av dem sjuka. Dessa transporter gav danskarna värdefull erfarenhet som senare skulle komma de vita bussarna till godo.

### Svensk hjälp till fångarna (tidigt 1945)
Sverige var som det enda nordiska land neutralt under andra världskriget, men neutraliteten svängde i takt med kriget. Fram till tyskarnas nederlag i Slaget om Stalingrad var Sverige tillmötesgående mot Tyskland, och efter Stalingrad närmade sig Sverige de allierade. 
Felix Kersten, den tyska SS-ledaren Heinrich Himmlers massör, hade uppehållstillstånd i Sverige och förmedlade kontakt med svenska UD. Himmler och hans betrodde man Walter Schellenberg hade länge insett att Tyskland skulle förlora kriget och värderade en separat fred med västmakterna; i förhandlingar om detta kunde Sverige vara en lämplig förmedlare av det tyska förslaget. Med hjälp av Kersten fick svenska UD i december 1944 50 norska studenter, 50 danska poliser och tre svenskar frigivna. Förutsättningen för frigivningen var att det skulle döljas för pressen; man ansåg att om Adolf Hitler fick vetskap om detta skulle ytterligare frigivningar vara omöjligt.
Den 5 februari 1945 skickade Ditleff ett nytt PM till svenska UD, nu som en officiell norsk anmodan. Sverige ombads att sända en Röda Kors-delegation till Berlin för att förhandla om de skandinaviska fångarna, för att därefter sända en svensk hjälpexpedition. Den svenske utrikesministern Christian Günther var positiv, regeringen gav samtycke till att Folke Bernadotte som vice ordförande i svenska Röda Korset skulle 
"söka utverka i Tyskland internerade norrmäns och danskars sändande till Sverige eller Danmark".
Folke Bernadotte flög till Berlin den 16 februari och mötte några av naziledarna; utrikesministern Joachim von Ribbentrop, Ernst Kaltenbrunner, chef för säkerhetstjänsten, Walter Schellenberg och Heinrich Himmler, Reichsführer-SS. Himmler som Hitlers ställföreträdare och Nazitysklands näst mäktigaste man var först negativ till att transportera fångarna. De skulle ju kunna utbildas som polistrupper, så som det neutrala Sverige redan gjorde med andra norrmän och danskar. Bernadotte var tvungen att ta till sitt andra förslag, att fångarna skulle kunna samlas i ett läger så det svenska Röda Korset kunde bistå fångarna där. Bernadotte meddelade Himmler att antalet skandinaviska fångar var 13 000 medan Himmler menade att det inte rörde sig om fler än 2 000 - 3 000.
Vid ett nytt möte med Schellenberg den 21 februari fick Folke Bernadotte besked om att Himmler hade godkänt förslaget om att samla de skandinaviska fångarna i ett läger. Under besöket i Berlin hade Folke Bernadotte också flera möten med kretsen från Gross Kreutz; Didrik Arup Seip, Conrad Vogt-Svendsen, Wanda Hjort och Bjørn Heger. Bernadottes andra förslag till Himmler (som han godtog) var utarbetat av Heger.

### Expeditionen etableras (februari)
Expeditionen var ett resultat av flera års planering och insamling av information från dansk och norsk sida, som svenskarna använde utan att några större ändringar skedde. Svenska Röda Korset tog kontakt med den svenska armén, som organiserade ett detachement för ändamålet med tjänstledig militär personal. De facto var expeditionen "den svenska statens aktion - personalen var i alldeles övervägande utsträckning frivilliga från krigsmakten, utrustningen övertogs från försvarets förråd och kostnaderna bestredos av statskassan".
Sammansättning av expeditionen
- 308 personer, varav omkring 20 sjukvårdspersonal (läkare, sjuksköterskor, undersköterskor) och resterande frivillig militär personal från trängregementena Svea trängregemente (T 1), Norrlands trängregemente (T 3) och Skånska trängregementet (T 4) under överste Gottfrid Björck inspektör över de svenska trängstyrkorna. Hans adjutant var Sigurd S:son Melin, som senare kom att bli regementschef för både T 3 och T 1.
- 36 ommålade och civilregistretade sjuktransportbussar
- 19 ommålade och civilregistrerade lastbilar
- 7 personbilar
- 7 motorcyklar
- bärgningsbil, verkstadsbil, fältkök
- full utrustning (mat, drivmedel, reservdelar), inte något kunde skaffas i Tyskland
- fartyget Lillie Matthiessen till Lübeck med 350 ton drivmedel och 6 000 paket till fångarna, senare även Magdalena, bägge från Salènrederiet.

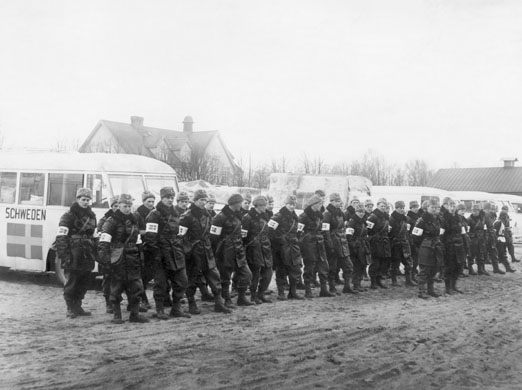
Svensk Röda korspersonal utanför sina bussar

Expeditionen blev uppdelad i tre busstransporttroppar (med 12 bussar var), en lastbilstropp (med 12 lastbilar) och en underhållstropp. Expeditionens transportkapacitet bestod av 1 000 personer för längre distanser, 1 200 personer för kortare distanser där också lastbilarna kunde användas.
Bussarna gick på motyl (en blandning av 50 % bensin och 50 % alkohol), hade åtta sjukbårar, eller sittplats för 30 passagerare. Förbrukningen var fem liter per mil, medan full tank var tio mil. Varje buss hade två chaufförer som delade på körningen.
For att undgå täckning i media skickade Statens Informationsstyrelse ut så kallade gråa lappar till redaktionerna med uppmaning att inte rapportera om expeditionen. 
Den danska ambassadören i Stockholm hade den 13 februari erbjudit en större styrka (40 bussar, 30 lastbilar, 18 ambulanser och andra transportmedel), men trots att Folke Bernadotte tidigare hade räknat med en blandad svensk-dansk aktion blev det förslaget avvisat den 23 februari. Expeditionen måste av hänsyn till tyskarna vara svensk.

### Avmarsch (7–12 mars)
Den 8 mars startade den första delen av expeditionsstyrkan från Hässleholm och tog Malmöfärjan till Köpenhamn. För säkerhets skull var den danska motståndsrörelsen informerad; men det var inga problem, tvärtom välkomnades den svenska Röda Korset-expeditionen. Den 12 mars var expeditionen framme vid sitt högkvarter, slottet Friedrichsruh, som låg 30 kilometer sydöst om Hamburg, inte så långt från Danmark och nära koncentrationslägret Neuengamme där fångarna skulle samlas. Friedrichsruh tillhörde Otto von Bismarck, gift med en svenska och bekant till Folke Bernadotte. Expeditionens ledning inkvarterades på slottet och i ett närliggande värdshus medan manskapet etablerade ett tältläger i slottsparken.
`

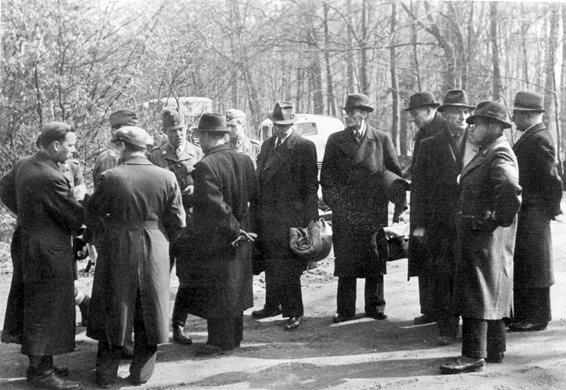
Gestapomän som följde de vita bussarna.

Expeditionen hade tyska sambandsofficerare och högsta befälet av dessa var Himmlers sambandsofficer, SS-Obersturmbannführer Karl Rennau. Även Gestapo hade med sambandsofficer där Franz Göring var högst befäl. Totalt hade expeditionen runt 40 tyska sambandsmän, SS-officerare och Gestapomän; tyskarna krävde att vartannat transportmedel skulle ha en tysk med. De vita bussarna var totalt beroende av samarbete med tyskarna. Tyskland under nazisterna var en polisstat; med sambandspersonal från Gestapo och SS kom man fram överallt.
Bernadotte hade lovat Schellenberg att göra sitt bästa för att kolonnen skulle vara framme i Warnemünde den 3 mars, men den blev försenad med över en vecka. Den främsta orsaken till detta var problem med att få garantier från de allierade att expeditionen inte skulle angripas. De allierades flyg hade vid denna tidpunkt total kontroll över luftutrymmet och angrep hänsynslöst trafik på de tyska vägarna. De vita bussarna skulle i huvudsak röra sig i områden kontrollerade av brittiskt flyg. Den 8 mars meddelade den brittiska regeringen svenska UD att man var införstådd med expeditionen, men att man inte kunde ge några garantier mot angrepp; den svenska kolonnen rörde sig på eget ansvar på tyskt territorium.

### Nya förhandlingar (6–21 mars)
Den 6 mars landade Folke Bernadotte i Berlin och fortsatte sina förhandlingar för att säkra transporten av skandinaviska fångar. Himmlers massör Kersten hade redan anlänt till Berlin från Stockholm. Svenska UD instruerade sin ambassadör i Berlin, Arvid Richert, att bistå Kersten så att han kunde påverka Himmler. Parallellt med detta försökte de danska representanterna, främst Danmarks Berlinambassadör Otto Carl Mohr att få flera danska fångar frisläppta. De svenska och danska förhandlingsmålen var något olika; svenskarna förhandlade med Himmler/Schellenberg och koncentrerade sig först på att samla fångarna i Neuengamme. Danskarna förhandlade med Kaltenbrunner och försökte att få fångarna frigivna, eventuellt internerade i Danmark.
Från den 12 mars fick danskarna tillåtelse att genomföra tre transporter, och fram till 21 mars blev totalt 262 fångar av olika kategorier hämtade hem till Danmark med danska transportmedel. Därefter blev det ett uppehåll av de danska transporterna och svenskarna tog över för en tid.

### Transporterna påbörjas
I Friedrichsruh blev expeditionen uppdelad i två grupper. Den första truppen fick tilldelat sig en transport av fångar från Sachsenhausen (norr om Berlin) till Neuengamme. Transporten startade den 15 mars, avståndet var cirka 540 kilometer och med totalt sju resor blev 2 200 danskar och norrmän förflyttade till Neuengamme. Sven Frykmann som ledde en av transporterna skriver om fångarna och turen:
"I allmänhet var de i relativt god kondition i jämförelse med andra fångar jag sett och på hygienen kunde man inte klaga. De berättade att de livsmedelspaket som de fått från Norge och Danmark hade hållit dem uppe, och på sista tiden hade behandlingen blivit märkbart bättre. De var alla rörande tacksamma och glada. Jag tror att alla vi som har haft förmånen att få hjälpa dessa stackars människor i Tyskland fått erfara en så överväldigande tacksamhet att det räcker för vårt återstående liv."
När fångarna hämtades i Sachsenhausen blev listan kontrollerad med kretsen från Gross Kreutz, så att ingen glömdes bort.
Den andra gruppen, trupp två och tre, fick ansvaret för att hämta fångar från Sydtyskland. Det var Dachau norr om München, Schönberg åtta mil söder om Stuttgart och Mauthausen tolv kilometer öster om Linz. Avstånden var längre än för de andra transporterna, 80 mil bara till München. Dessutom startade transportorterna senare på grund av att man var tvungen att invänta tillstånd. Den första kolonnen avgick den 19 mars; 35 fordon under ledning av överste Björck och återkom till Neuengamme den 24 mars. Resan tillbaka var svår då de flesta fångarna befann sig i mycket dålig kondition. Den svenska sjuksköterskan Margaretha Björcke berättar:
"Jag har aldrig under min tolvåriga sjukvårdstid tillsammans sett så mycket elände som här på en enda gång. Ben, ryggar, och nackar fulla av karbunklar, sådana att en vanlig svensk går sjukskriven en vecka för en enda, till exempel i nacken. Jag räknade till omkring tjugo på en enda fånge – och han klagade ända inte."
Vid denna första transport hämtades 559 fångar, medan 67 svårt sjuka fångar lämnades kvar. Ett stort problem under transporterna var fångarnas kroniska diarré, detta blev efterhand avhjälpt när danskarna levererade nödtoaletter som de hade bra erfarenhet av från sina egna transporter.
I Neuengamme samlades alltfler fångar och den samling av skandinaviska fångar som Bernadotte hade blivit lovad av Himmler dröjde. Den svenska hälsopersonalen fick inte heller omedelbar tillgång till lägren. Under den första perioden av transporterna var inte bussarna tillåtna att köra in i lägren; fångarna måste själva gå det sista stycket eftersom tyskarna inte lät svenskarna se lägren.

### Svenskar till Sverige
Redan i början av februari hade en mindre svensk Röda Korset-konvoj bestående av sex man, två bussar och en personbil, under kapten Hultgren, anlänt till Berlin. Avsikten var att hämta hem svenskfödda kvinnor som hade gift sig med tyska män och som på grund av Tysklands förestående sammanbrott ville komma därifrån. Transporterna startade den 26 mars och fram till den 20 april ankom cirka 1 400 kvinnor och barn med svensk bakgrund till Malmö via Lübeck och Danmark.

### Hantlangare till SS
Neuengamme koncentrationsläger var emellertid fullt och för att få plats med de skandinaviska fångarna krävde SS att fångar flyttade till andra läger. Lägerchefen i Neuengamme hade dock inte några transportmöjligheter utan krävde att de vita bussarna skulle ta på sig att transportera andra länders fångar ut ur lägren för att göra plats åt de nyanlända skandinaverna i byggnaden ”Schonungsblock”.
Cirka 2 000 franska, belgiska, nederländska, ryska och polska fångar transporterades till andra läger. Dessa fångar var väldigt sjuka då ”Schonungsblock” var en plats för arbetsoföra, sjuka och döende fångar. Redan under transporten avled 50-100 fångar och ännu fler avled på grund av de dåliga förhållandena i de lägren de kom till eller i förbindelse med nya transporter för att undkomma de framryckande soldaterna från de allierades sida.
De flesta SS-transporter av fångar skedde mellan den 27 och den 29 mars från Neuengamme till lägren i Hannover, Salzgitter och Bergen-Belsen. Den svenska löjtnanten Åke Svensson, sedermera advokat i Stockholm, skrev: 
"Vi fick nu se hur tyskarna behandlade sina internerade i allmänhet, fransmän, belgare, holländare, polacker och ryssar. Det var något fruktansvärt. Denna gång måste tyskarna låta oss köra in i det egentliga lägret, då flertalet av passagerarna inte kunde gå det obetydliga stycket från barackerna till landsvägen. Från dessa baracker föstes, knuffades och leddes en samling varelser ut, som knappast längre verkade mänskliga." 
Den sista SS-transporten skedde så sent som den 13 april med runt 450 så kallade ”prominenta” franska fångar (senatorer, ledande affärsmän etc, fängslade efter invasionen) som tyskarna informerade skulle sändas tillbaka via Schweiz. Fångarna skulle enligt planen levereras till koncentrationslägret Flossenburg där de skulle hämtas av det schweiziska Röda Korset. Utlämningen till Schweiz visade sig dock vara en lögn och dessutom var lägret fullt så fångarna fördes vidare till Theresienstadt där de vita bussarna skulle hämta 400 danska judar.

### Samling i Neuengamme (30 mars – 2 april)
Med transporterna mellan den 30 mars och den 2 april från lägren Torgau, Mühlberg och Oschatz från området runt Leipzig hämtades dansk polis och andra skandinaver, totalt 1 200 fångar. De danska poliserna fraktades av två danska konvojer vidare till Danmark den 3-5 april (den 23 april blev cirka 1 000 av dessa vidaretransporterade till Sverige). 
Den 19 mars fick äntligen personalen vid det svenska Röda Korset tillgång till Neuengamme och kunde föra in medicin, hygienartiklar och mat i lägret. En skandinavisk avdelning etablerades och förhållandena blev så pass bra att fångar från andra nationer blev negativt inställda till de privilegierade skandinaviska fångarna. 
Folke Bernadotte anlände till Berlin från Stockholm den 28 mars för de nya förhandlingarna med Himmler. Han skulle trycka på för att få tillstånd till att ta de skandinaviska fångarna från Neuengamme till Sverige, få tillgång till lägren och om möjligt även ta med sig judiska fångar till Sverige. Den 30 mars fick Folke Bernadotte för första gången besöka Neuengamme. En dansk fånge, J.B. Holmgård minns:
"För första gången i Neuengammes historia var nazibödeln Pauly och Thumann inte två skrytande huvudrepresentanter för herrefolket med vinande piskor. De kom smygande i Bernadottes fotspår, plötsligt tillmötesgående, tjänstevilliga och medgörliga intill fjäskigt inställsamma, den typiska inställsamhet som var så karaktäristisk för herrefolkets bödlar, då det omsider gick upp för dem att deras dagar var räknade. Nu var vi säkra på att vi skulle komma hem." 
I början av april var de flesta skandinaviska fångarna i Tyskland samlade i Neuengamme. Men operationen drog ut på tiden – överste Björck återvände till Sverige och majoren Sven Frykman blev ny chef för konvojen. Även en del av personalen åkte tillbaka, men efter ett löfte om fördubbling av dagslönen stannade ca hälften (130) kvar.
Den 2 april åkte den nya svenska konvojen mot södra Tyskland där de sista fångarna från Mauthausen och Dachau skulle hämtas. En buss med den norska läkaren Björn Heger skulle leta efter 30 fångar i ”Gross Kreutz” som man trodde befann sig i området Schömberg. Förhållandena var svåra och Molin skriver:
"[...] på väg till Schömberg var flygverksamheten mycket aktiv och vi överflögs många gånger av allierat jaktflyg, som dock inte besköt oss. Vid sidan av Autobahn låg mängder av sönderskjutna bilar och svårt skadade människor. På en del ställen där kaos rådde kunde vi inte bara köra förbi med vår vita buss med rödakorsmärke på, utan vi fick stanna och hjälpa till med första hjälpen. I en del fall var skadorna enorma." 
I lägret Vaihingen hittades 16 av de 30 fångarna i livet, de övriga 14 hittades döda. Bland de överlevande, som var allvarligt sjuka, fanns Trygve Bratteli och Kristian Ottosen. Totalt räddade denna konvoj 75 fångar: 16 från Vaihingen, 16 kvinnliga NN-fångar från Mauthausen och 43 svårt sjuka män från Dachau.

### Danskarna kommer med (5–15 april)
Den 5 april åkte cirka hälften av den svenska personalen hem och ersattes av danskar, vilket accepterades av tyskarna och det svenska Utrikesdepartementet. Under ledning av Frants Hvass från danska Utrikesdepartementet ställde danskarna upp med 33 bussar, 14 ambulanser, 7 lastbilar och 4 personbilar. Den danska styrkan samordnades med den svenska och från den 8 april var de vita bussarna en svensk-dansk aktion där svenskarna hade kommandot. De danska transportmedlen var även de vitmålade men hade den danska flaggan målad istället för det röda korset.
Fångar som hölls i reguljära fängelser (tukthus) utgjorde en egen kategori och det var dessa som expeditionen först fick tillstånd att hämta i april. Den 9 april blev en svensk-dansk konvoj under kapten Folke Bernadotte sänt till Berlin för att hämta 200 tukthusfångar efter information inhämtad av Vogt-Svendsen. Totalt 211 tukthusfångar hämtades från 20 fängelser, bland dem Waldheim (öster om Dresden) och Dresden, Cottbus, Luckan, Zeithin och Grotisch. På väg tillbaka till Neuengamme den 11 april såg man för första gången en tysk bil markerad som de vita bussarna – vitmålad med Röda Korset-symbolen. Den 15 april blev 524 fångar hämtade från Mecklenburg.

### Theresienstadt (12–20 april)
De danska judarna som inte hade undkommit arrestering i Danmark hade transporterats till koncentrationslägret Theresienstadt vid staden Terezin i dagens Tjeckien. Det dröjde innan tyskarna gav klarsignal och det brådskade; de allierade kom allt närmare. Den tyska sambandsofficeren Rennau lyckades till slut att få Gestapos tillstånd och den 12 april startade en konvoj under kapten Harald Folke bestående av 23 svenska bussar, 12 svenska bilar, 3 motorcyklar och ett antal danska ambulanser med danska läkare och sjuksköterskor. 
Situationen i Tyskland blev alltmer kritisk och de svenska chaufförerna fick besked om att resan var mycket riskabel. I sista stund försökte svenska UD att stoppa avresan eftersom man hade fått besked om att sovjetiska styrkor hade blockerat vägen, men konvojen gav sig trots det av. Med sig från Neuengamme hade bussarna 450 franska fångar som enligt SS skulle till Schweiz via lägret Flossenbürg, vilket visade sig vara en lögn och fångarna följde med vidare till Theresienstadt.
Den 15 april blev 423 skandinaviska judar hämtade och kunde påbörja den farofyllda resan tillbaka till Danmark. På vägen passerade man Dresden som precis innan hade blivit jämnat med marken. För natten gjorde man ett stopp i Potsdam som tidigare samma natt hade bombats. Konvojen nådde dock oskadd fram till Padborg den 17 april och sändes dagen efter med färjan över till Malmö.
Det första angreppet mot de vita bussarna skedde den 18 april när det danska lägret vid Friedrichsruh blev angripet av de allierades jaktflyg. Fyra chaufförer och en sjuksköterska fick lättare skador medan tio bilar förstördes. De följande dagarna skedde fler liknande angrepp från luften och flera dödades och skadades.

### Färden till Sverige (9–19 april)
Bernadotte hade vid de nya förhandlingarna fått klarsignal för evakuering av allvarligt sjuka och den första transporten gick den 9 april från Neuengamme; 12 svenska bussar och 8 danska ambulanser. 153 fångar, de flesta sängliggande, kördes till gränsen mot Danmark. I Padborg hade danskarna en karantänstation där fångarna blev avsläppta för att få vila och behandling innan de åkte vidare med danska bussar genom Danmark till Köpenhamn där de sändes med färjan över till Malmö. Fram till den 18 april hade 1 216 sjuka danska och norska fångar sänts till Sverige. Två dagar efter, den 20 april, evakuerades alla skandinaviska fångarna från Neuengamme. 
På kvällen den 19 april diskuterades evakueringen av de skandinaviska fångarna från Neuengamme på ett möte i Friedrichsruh med Bernadotte, Frykmann, Richert på den svenska sidan, Rennau på den tyska och Hvass och Holm på den danska. Situationen höll på ett bli akut och de svenska och danska transportmedlen i Friedrichsruh hade inte tillräcklig kapacitet för att evakuera alla fångarna tillräckligt snabbt. Danskarna erbjöd då fordon från ”Jyllandskorpset” som accepterades.
Totalt evakuerades 4 255 danska och norska fångar av 120 bussar varav 20 svenska och 100 danska. Efter några dagar i Danmark sändes fångarna vidare med färja över till Malmö i Sverige.

### Evakuering från Ravensbrück (8–29 april)
Ravensbrück var ett koncentrationsläger cirka 90 kilometer norr om Berlin som hade upprättats 1938 för kvinnliga fångar. Den 8 april 1945 blev cirka 100 skandinaviska kvinnliga fångar (inklusive två franska kvinnor) hämtade från lägret och körda direkt till Padborg i Danmark. Folke Bernadotte hade emellertid fått tillstånd av Himmler att hämta alla sjuka fångar, så den 22 april körde en konvoj med 15 danska ambulanser från Friedrichsruh under kapten Arnoldsson för att hämta sjuka kvinnor från Ravensbrück.

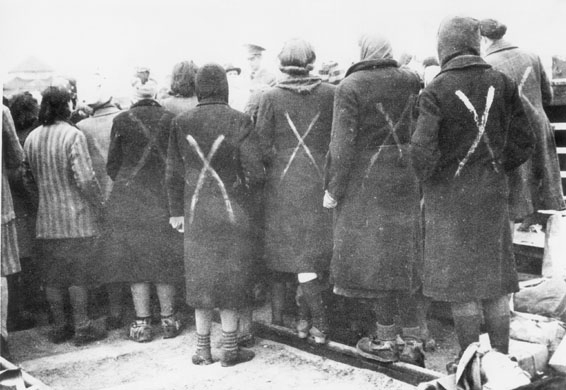
Kvinnor samlas när Röda korset kommit till Ravensbrück i april 1945. De vita kryssen markerar att kvinnorna är fångar. Se not

Vid ankomsten till lägret blev det kaos. Arnoldsson fick besked om att han kunde ta med alla franska, belgiska, nederländska och polska kvinnor, totalt 15 000 personer. Arnoldsson bestämde sig för att ta med samtliga, även om det var tre gånger så många som de vita bussarna hade räddat under den perioden räddningsaktionerna hade utförts. Ambulanserna tog med 112 sjuka kvinnor. Vid ankomsten till Lübeck kunde Arnoldsson meddela Folke Bernadotte om behov av ytterligare transporter och blev lovad att alla disponibla resurser skulle sättas in.
Två nya konvojer ankom till Ravensbrück; den ena lämnade lägret den 23 april med 786 kvinnor, de flesta franska, som blev körda direkt till Padborg och den andra delen av konvojen hämtade 360 franska kvinnor. Den sista konvojen anlände till Ravensbrück den 25 april. Situationen i Tyskland förvärrades alltmer med beskjutning av transporter medan fronten närmade sig snabbt. I lägret blev 706 franska, belgiska, nederländska och polska kvinnor lastade i en konvoj med danska ambulanser och lastbilar från internationella Röda Korset. Denna konvoj angreps på vägen till Padborg av de allierades jaktflyg; minst 11 dödades och 26 blev allvarligt skadade. Det slutgiltiga dödstalet blev 25.
Den sista konvojen, som leddes av löjtnant Åke Svensson, sedermera författare till boken "De vita bussarna", tog med sig 934 kvinnor, de flesta polska men även franska, amerikanska och engelska, i 20 bussar. Under natten besköts konvojen av jägarflyg utan att någon kom till skada och konvojen anlände till Padborg den 26 april 1945. Detta var den sista svenska transporten innan Tyskland kapitulerade. Svenskarna fick dock disponera ett tåg bestående av 50 godsvagnar där 80 fångar stuvades in i varje vagn – totalt 3 989 kvinnor. Tåget avgick från Ravensbrück den 25 april och anlände till Lübeck den 29 april. Efter att kvinnorna hade fått mat gick tåget vidare mot Danmark. Under loppet av några dagar blev cirka 7 000 kvinnor räddade från Ravensbrück till Danmark och vidare till Sverige.

### De sista evakuerade (28 april – 4 maj)
Rittmester Ankarcrona ledde den 28 april en konvoj från internationella Röda Korset till lägret Neu-Brandenburg. Konvojen, som passerades av framryckande sovjetiska styrkor, fann 200 kvinnor som var uttvingade på marsch. Konvojen tog upp dessa kvinnor och återvände till Lübeck med dem. Den tyska gestapomannen Franz Göring organiserade en tågtransport från Hamburg med 2 000 kvinnor (960 judar, 790 polacker och 250 fransmän) som anlände till Padborg den 2 maj. Denna tågtransport är inte medräknad i svenska Röda Korsets översikt över vilka de räddade, men det anses trots det riktigt att nämna transporten i sammanhang med de vita bussarna.
Den 30 april avgick de svenska fartygen ”Magdalena” med 223 fångar och ”Lillie Matthiessen” med 225 fångar från Lübeck. Dessa fångar hade tvingats ut på marsch från Neuengamme. Båttransporterna organiserades av den svenska läkaren Hans Arnoldsson med hjälp av Björn Heger. De var dock tvungna att överge tusentals fångar som hade stuvats ombord på ett fartyg som den 3 maj bombades av britterna, de så kallade Cap Arcona-tragedin. Den sista gruppen av kvinnliga fångar reste från Köpenhamn med färja till Malmö den 4 maj.

### Mottagande och statistik
I Danmark låg den stora mottagarstationen i gränsstaden Padborg där många av fångarna fick mat och läkarhjälp innan vidare transport i Danmark till Köpenhamn. Resan till Sverige gick med färja från Köpenhamn till Malmö där Länsstyrelsen och Civilförsvaret tog över. Vid ankomst till Sverige passerade alla en karantän. Det var totalt 23 förläggningar, de flesta i Malmöhus län, med 11 000 sängplatser. Ambulerande hälsocentraler, i stort sett bemannade av norska och danska läkare och sjuksköterskor som själva hade flytt, tog hand om de före detta fångarna. För några av fångarna kom dock hjälpen för sent; 110 avled efter ankomsten till Sverige, de flesta polacker.
Enligt svenska Röda Korset räddades totalt 15 345 fångar, och av dem var 7 795 skandinaver samt 7 550 från andra länder. Cirka 1 500 tysk-svenskar transporterades till Sverige. Från Neuengamme transporterades 2 000 fångar till andra läger för att göra plats åt de skandinaviska fångarna. 400 franska fångar transporterades från Neuengamme till Theresienstadt varifrån de inte kunde transporteras vidare till lägret i Flossenburg som planerat.
För Sverige var aktionen med de vita bussarna en triumf som gav landet ett gott anseende under fredsdagarna. Återresan genom Danmark var extatisk och den 17 maj 1945 stod greve Folke Bernadotte af Wisborg på slottsbalkongen i Oslo tillsammans med den norska kronprinsen. Den brittiske diplomaten Peter Tennant som var stationerad i Stockholm under kriget skrev: 
"De svenska humanitära insatserna under och efter kriget betydde mycket för att få bort den vanära landet hade fått under de akrobatiska övningarna i neutralitetspolitik."

## Tidsaxel för de vita bussarna
| År   | Månad/Datum  | Händelse |
| 1940 | augusti      | De första norska politiska fångarna deporteras till Tyskland                                                                                          |
| 1942 | oktober      | Familjen till Johan Bernhard Hjort civilinternerade i Tyskland, påbörjar arbetet för fångarna                                                         |
| 1943 | september    | Den danska samarbetsregeringen avgår, deportationer av danska fångar till Tyskland                                                                    |
| 1944 | januari      | Niels Christian Ditleff får kontakt med kretsen i Gross Kreutz                                                                                        |
|      | februari     | Carl Hammerich besöker Sverige och har sitt första av flera möten om de skandinaviska fångarna med Ditleff                                            |
|      | 22 september | Ditleff möter Folke Bernadotte och föreslår en svensk aktion for att rädda skandinaviska fångar                                                       |
|      | 23 september | Major Johan Koren Christies PM om att fångarna ska ”Stay put”                                                                                         |
|      | oktober      | Rapport från Gross Kreutz av Johan Bernhard Hjort; argumenterar starkt för att fångarna måste ut ur Tyskland före krigsslutet                         |
|      | december     | Felix Kersten, SS-chefen Himmlers massör får 103 skandinaver frigivna                                                                                 |
|      | 29 december  | Den norska regeringen i London ändrar åsikt, ber ambassaden i Stockholm undersöka möjlig svensk aktion                                                |
| 1945 | 5 februari   | Ditleff sänder officiellt norsk PM till svensk UD, anmodar om svensk aktion för de skandinaviska fångarna                                             |
|      | 16 februari  | Greve Folke Bernadotte af Wisborg flyger till Berlin, möter Himmler, diskuterar utlämning av fångar                                                   |
|      | 12 mars      | De vita bussarna ankommer till Friedrichsruh, expeditionens bas i Tyskland                                                                            |
|      | 15 mars      | Första transporten, från Sachsenhausen till Neuengamme, 2 200 norrmän och danskar hämtas                                                              |
|      | 19 mars      | Första transporten till södra Tyskland, 559 fångar fraktas till Neuengamme                                                                            |
|      | 26 mars      | Första transporten av svenska tyskgifta kvinnor tillbaka till Sverige                                                                                 |
|      | 27 mars      | Transport av franska, belgiska, nederländska, polska och ryska fångar från Neuengamme                                                                 |
|      | 29 mars      | Svensk Röda Korset får tillgång till koncentrationslägret Neuengamme                                                                                  |
|      | 30 mars      | Transport från området runt Leipzig, ca 1 200, av de 1 000 danska polismännen sänds direkt till Danmark                                               |
|      | 2 april      | Ny svensk konvoj till södra Tyskland, Mauthausen, Dachau og Vaihingen, 75 fångar hämtas till Neuengamme                                               |
|      | 5 april      | Halva svenska kontingenten drar, blir ersatt av danskar                                                                                               |
|      | 8 april      | Första transporten från Ravensbrück, 100 kvinnliga fångar fraktas direkt till Padborg i Danmark                                                       |
|      | 9 april      | Svensk/dansk kolonn till Berlin for att hämta s.k. tukthusfångar, 211 fångar hämtas till Neuengamme; start på evakuering av sjuka fångar till Danmark |
|      | 15 april     | Totalt 524 tukthusfångar hämtas från Mecklenburg, 423 judar hämtas från Theresienstadt                                                                |
|      | 18 april     | Första flygangrepp mot de vita bussarna, fyra danska chaufförer och en sjuksköterska lättare skadade vid Friedrichsruh                                |
|      | 20 april     | Evakuering av alla skandinaviska fångar från Neuengamme till Sverige via Danmark                                                                      |
|      | 23 april     | Transport av sjuka fångar från Ravensbrück, 786 och 360 kvinnor på två kolonner till Padborg                                                          |
|      | 25 april     | En konvoj, 934 kvinnor och ett tåg, 3 989 kvinnor, sista transporten från Ravensbrück                                                                 |
|      | 30 april     | Fartygen "Magdalena" med 223 fångar och "Lillie Matthiessen" med 225 kvinnor avgår från Lübeck                                                        |
|      | 2 maj        | 2 000 kvinnor (960 judar, 790 polacker och 250 franske), ankommer till Padborg med tåg                                                                |
|      | 3 maj        | Tyska skepp med fångar från Neuengamme angripes av RAF, nästan alla de 7 500 ombord dödas                                                             |
|      | 4 maj        | De sista fångarna sänds med färjan från Köpenhamn till Malmö                                                                                          |

## Fortsatt debatt
Efter andra världskrigets slut hade aktionen med de vita bussarna högt anseende – många fångar hade blivit räddade. Men efterhand har det rests en del frågor om prioriteringarna av de skandinaviska fångarna, bland annat i Ingrid Lomfors bok Blind fläck. Debatten har förekommit både i svenska och norska tidningar. I ett inlägg Aftenposten den 14 oktober 2005 kritiserade flera före detta fångar Lomfors starkt och avslutade med:
| ” | På uppdrag av den svenska regeringen genomförde Folke Bernadotte och personalen på de vita bussarna Sveriges största humanitära aktion under andra världskriget. Svenska myndigheter bör snarast resa ett monument över räddningsaktionen. Ingrid Lomfors bör be det svenska Röda Korset, och särskilt personalen på de vita bussarna som var beredda att riskera livet i aktionen, om ursäkt. | „ |
| – | |   |

Bernt H. Lund, tidigare fånge i Sachsenhausen, var däremot positiv till att det moraliska dilemmat fångarna upplevde kom fram i ljuset. I en artikel i Aftenposten den 20 augusti 2005 skrev han utförligt om att de skandinaviska fångarna inte var de fångar som behandlades sämst, om skammen om att känna sig förfördelad och avslutade med: 
| ” | Men det känns bra att det belyses. Ett stort tack till Ingrid Lomfors som på ett bra sätt har raderat en blind fläck inte bara för våra svenska befriare, utan även för oss som bistod dem i en svår situation! | „ |
| – | |   |

Om transporterna för SS: själva upplevelsen av att bli hämtad av svenska Röda Korset – fångarna förstod det som att hade blivit räddade för att bli ”dumpade” i lika illa förhållanden eller värre som de kom från – uppfattades som en chock och var ett svek för dem som upplevde det. De svenska chaufförerna blev starkt påverkade av uppdraget. Löjtnant Gösta Hallquist skrev i sin dagbok: 
| ” | De sjuka och utmärglade fångarna (bland annat polacker, fransmän, belgare) hade verkat fullkomligt apatiska och varit så magra att det rymdes ett femtiotal i varje buss, som normalt rymmer cirka tio personer. Min ställföreträdare Per återvänder från lägret i Torgau mycket nedstämd. Gråter. Tröstar honom. Tre fångar hade dött under transporten och en slogs ihjäl med en bösskolv. | „ |

Om fler hade överlevt ifall de hade stannat kvar i Neuengamme är omöjligt att säga eftersom många av fångarna från lägret blev placerade på fartyg som sedan bombades och sänktes av brittiskt flyg. Att Röda Korsets regel om ”lika behandling av alla” bröts vid denna kohandel med SS är dock ett faktum.

## Bildgalleri

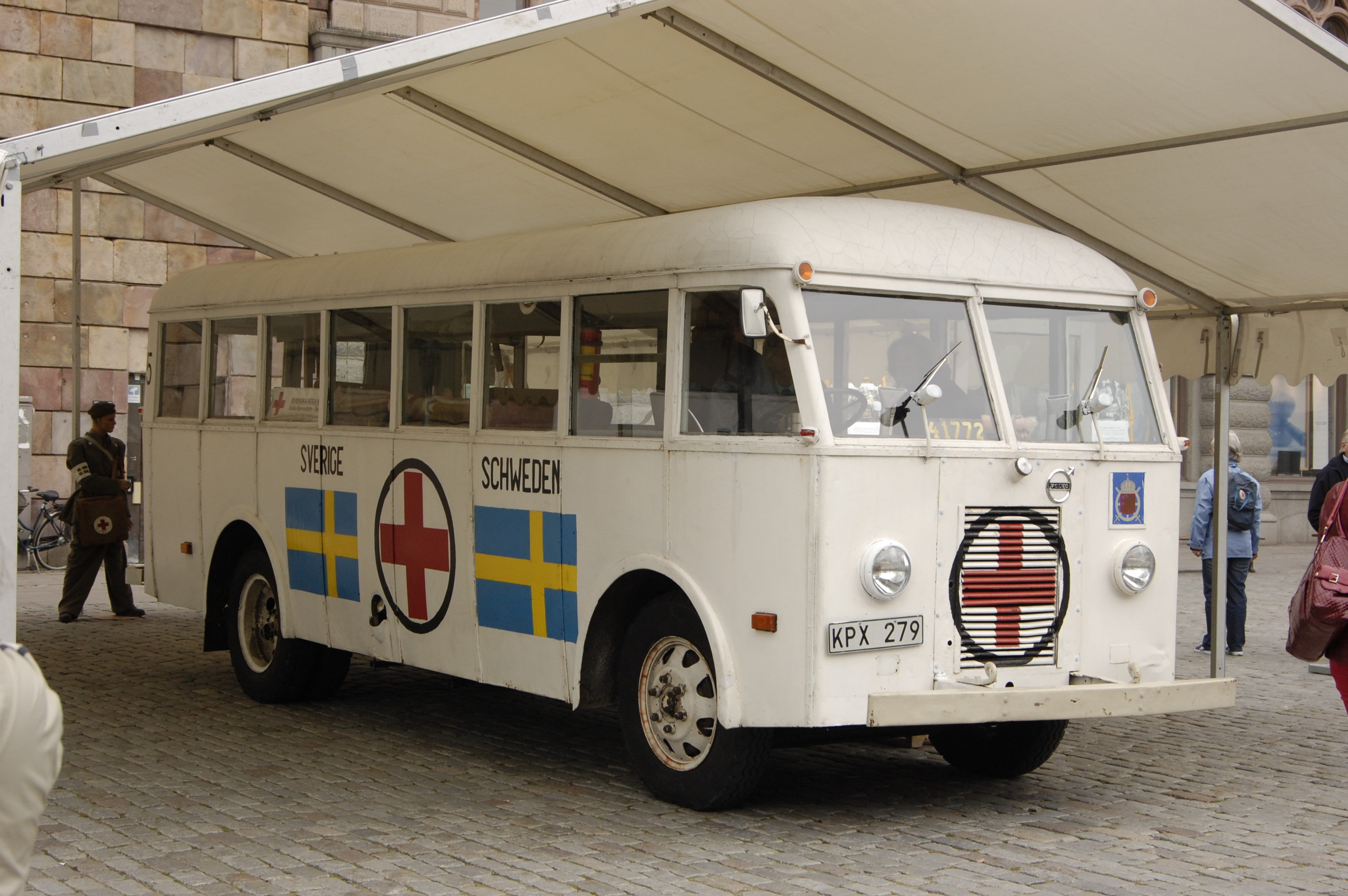
En av de kvarvarande ursprungliga vita bussarna.
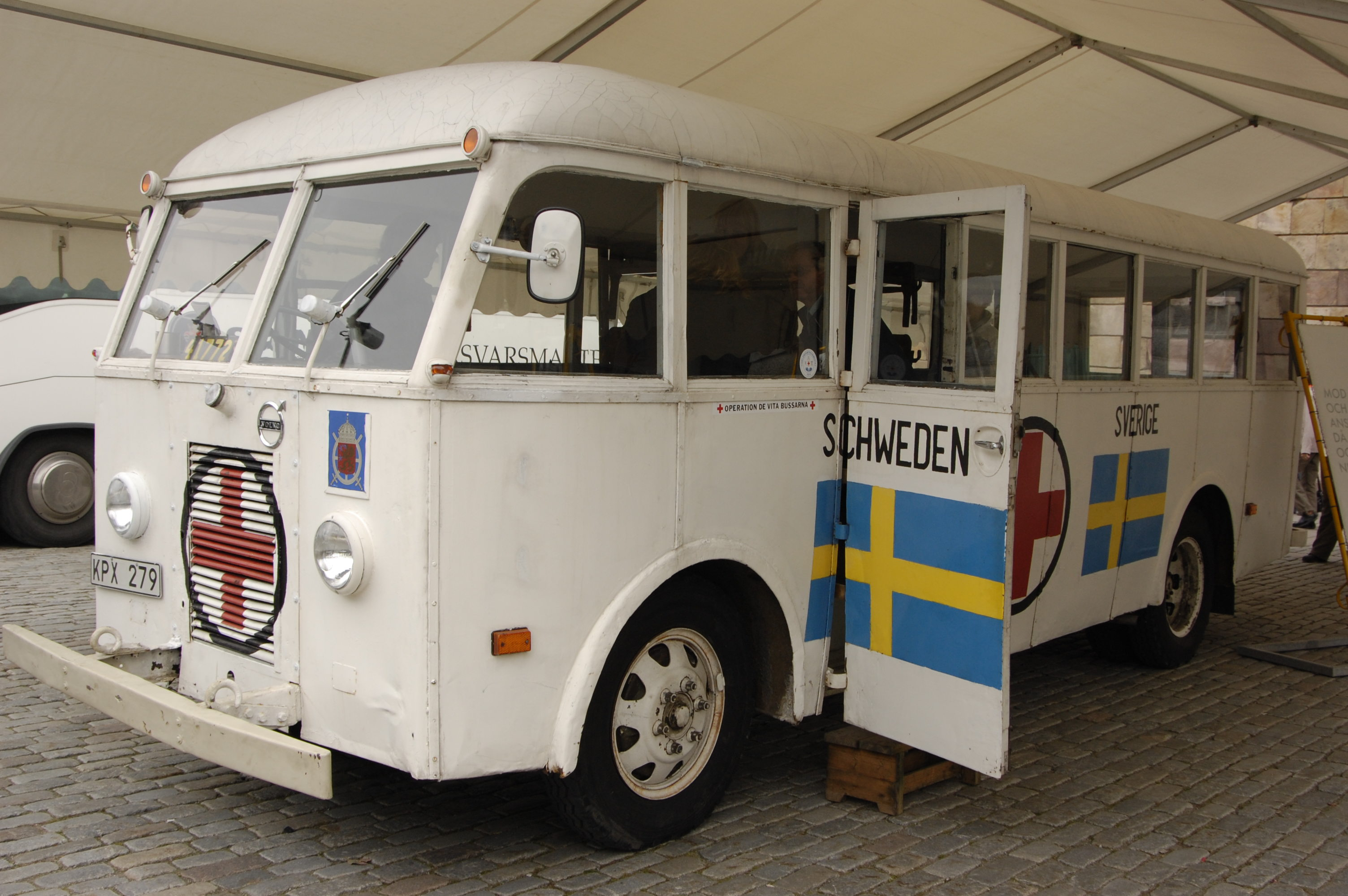
En av de kvarvarande ursprungliga vita bussarna.
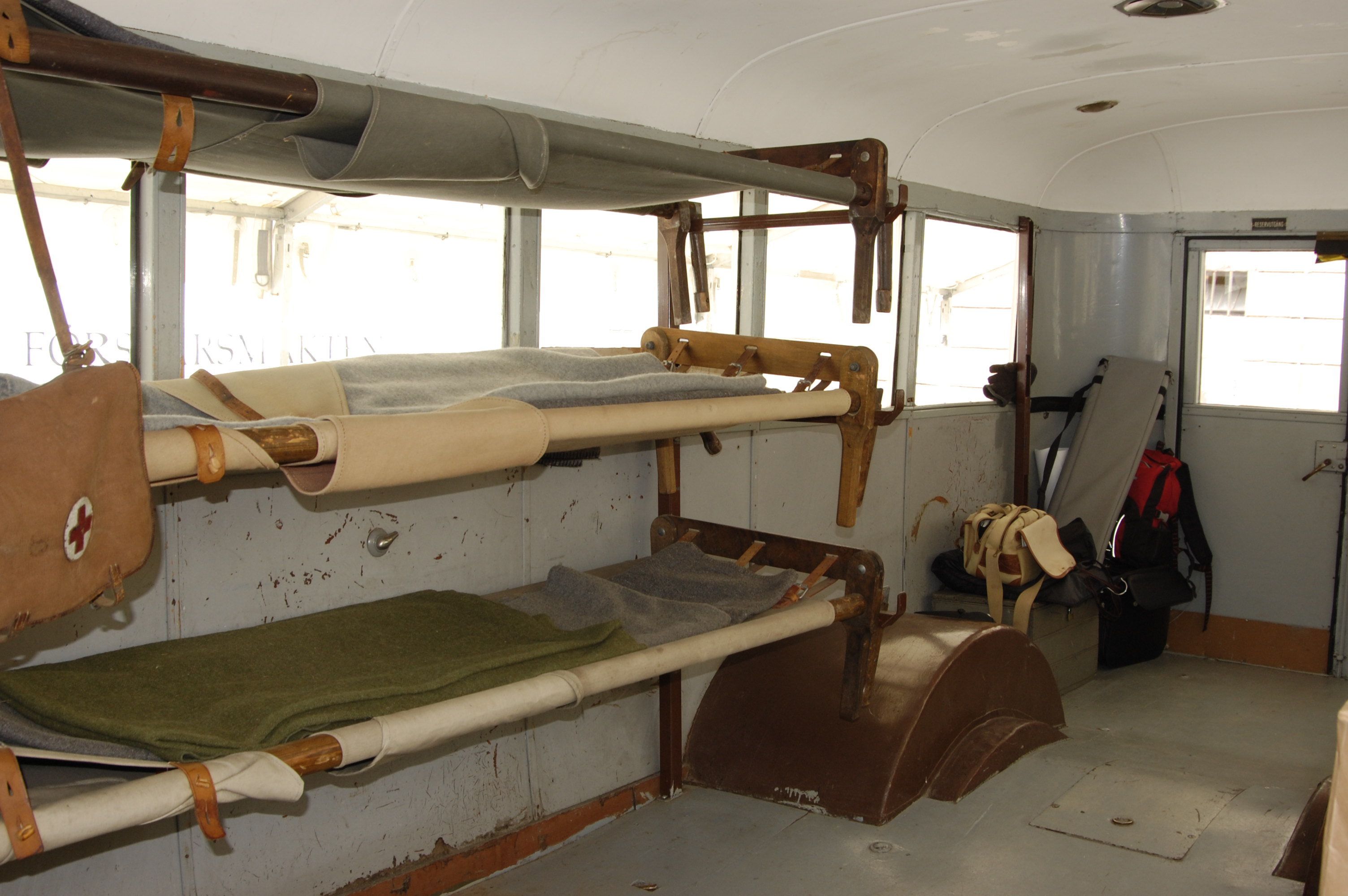
Inredningen i en av de kvarvarande ursprungliga vita bussarna.